# Pterolophia tsurugiana
Pterolophia tsurugiana là một loài bọ cánh cứng trong họ Cerambycidae.